# Geodia cumulus
Geodia cumulus är en svampdjursart som beskrevs av Schmidt 1870. Geodia cumulus ingår i släktet Geodia och familjen Geodiidae. Inga underarter finns listade i Catalogue of Life.